# 西村恒三郎
西村 恒三郎（にしむら つねさぶろう、1915年11月10日 - 1996年7月11日）は、日本の経営者。住友重機械工業社長、会長を務めた。

## 来歴・人物
東京都出身。1939年に東京帝国大学経済学部を卒業し、同年に住友機械工業(現在の住友重機械工業)に入社した。1965年5月に取締役に就任し、1967年1月に常務、1969年6月に専務、1971年7月に副社長を経て、1973年11月に社長に就任。1983年6月に会長に就任し、1987年6月から相談役を務めた。
1977年11月に藍綬褒章を受章し、1992年11月に勲二等旭日重光章を受章。
1996年7月11日、肝不全のために死去。80歳没。